# Zak O'Sullivan
 (juillet 2023).
Si vous disposez d'ouvrages ou d'articles de référence ou si vous connaissez des sites web de qualité traitant du thème abordé ici, merci de compléter l'article en donnant les références utiles à sa vérifiabilité et en les liant à la section « Notes et références ».
Zak O'Sullivan, né le 6 février 2005 à Cheltenham, est un pilote automobile britannico-irlandais. Membre de la Williams Racing Driver Academy de 2022 à 2024, il est sacré champion de Grande-Bretagne de Formule 4 en 2022, puis termine vice-champion de Formule 3 FIA en 2023. Possédant la double nationalité britannico-irlandaise, il évolue en sport automobile sous licence britannique.

## Biographie

### Débuts en séries britanniques

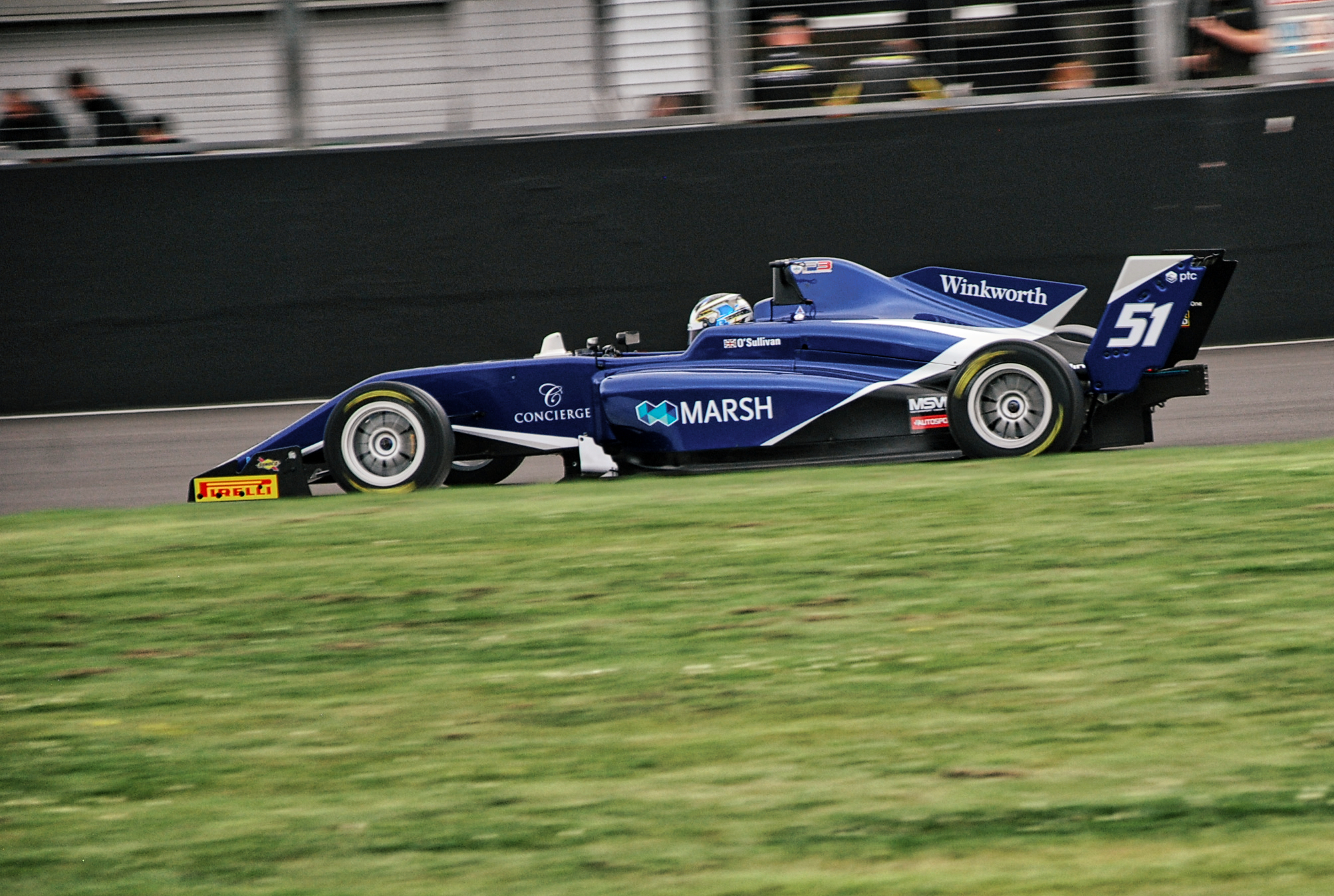
Zak O'Sullivan en Formule 3 britannique à Silverstone en 2021.

En 2019, O'Sullivan fait ses débuts en monoplace dans le championnat de Ginetta Junior avec Douglas Motorsport. Il monte sur cinq podiums lors des dix premières courses. Ses résultats s'améliorent à la suite de son transfert chez R Racing en milieu de saison. O'Sullivan remporte deux courses à Snetterton et une à Thruxton, et grâce à une séquence de podiums qui dure neuf courses consécutives, il termine vice-champion, ce qui a fait de lui le meilleur rookie.
Pour la saison 2020, il passe au championnat britannique de F4, en partenariat avec Christian Mansell et Matías Zagazeta chez Carlin. Il commence la saison par une victoire lors de la manche d'ouverture de la saison à Donington Park et deux victoires sur le circuit de Brands Hatch. Cependant, au cours des trois manches suivantes, O'Sullivan est dépassé au classement par Luke Browning, qui remporte les trois courses à Oulton Park et deux autres à Knockhill. O'Sullivan rebondit avec une série de neuf podiums consécutifs, dont quatre victoires et quatre deuxièmes places. Lors de la dernière course de la saison, O'Sullivan remporte la course et est virtuellement couronné champion. Cependant, il s'avère qu'en raison d'un drapeau rouge, seulement la moitié des points sont distribués, ce qui signifie qu'il perd sa première place et termine vice-champion, à seulement trois points de son rival.
O'Sullivan poursuit avec Carlin pour 2021 et arrive en championnat britannique de Formule 3 avec son ancien coéquipier australien et l'Américain Bryce Aron (en). Sa première victoire survient lors de la deuxième course de la première manche à Brands Hatch, ce qui lui permet de prendre rapidement la tête du championnat. Une paire de victoires de Reece Ushijima (en) lors de la manche suivante met en péril son avance, mais le Britannique réussi à s'échapper au championnat en remportant les deux premières courses du troisième week-end à Donington Park, après être parti de la pole position. Il renforce son avantage en terminant deuxième deux fois à Spa-Francorchamps et à Snetterton respectivement, en renouant avec la victoire grâce à la grille inversée à Silverstone. Une autre victoire à Oulton Park, et une sixième place lors la course 3 dans laquelle il dépasse dix de ses rivaux, lui permettent de remporter le titre.

### Formule 3 FIA

#### 2022

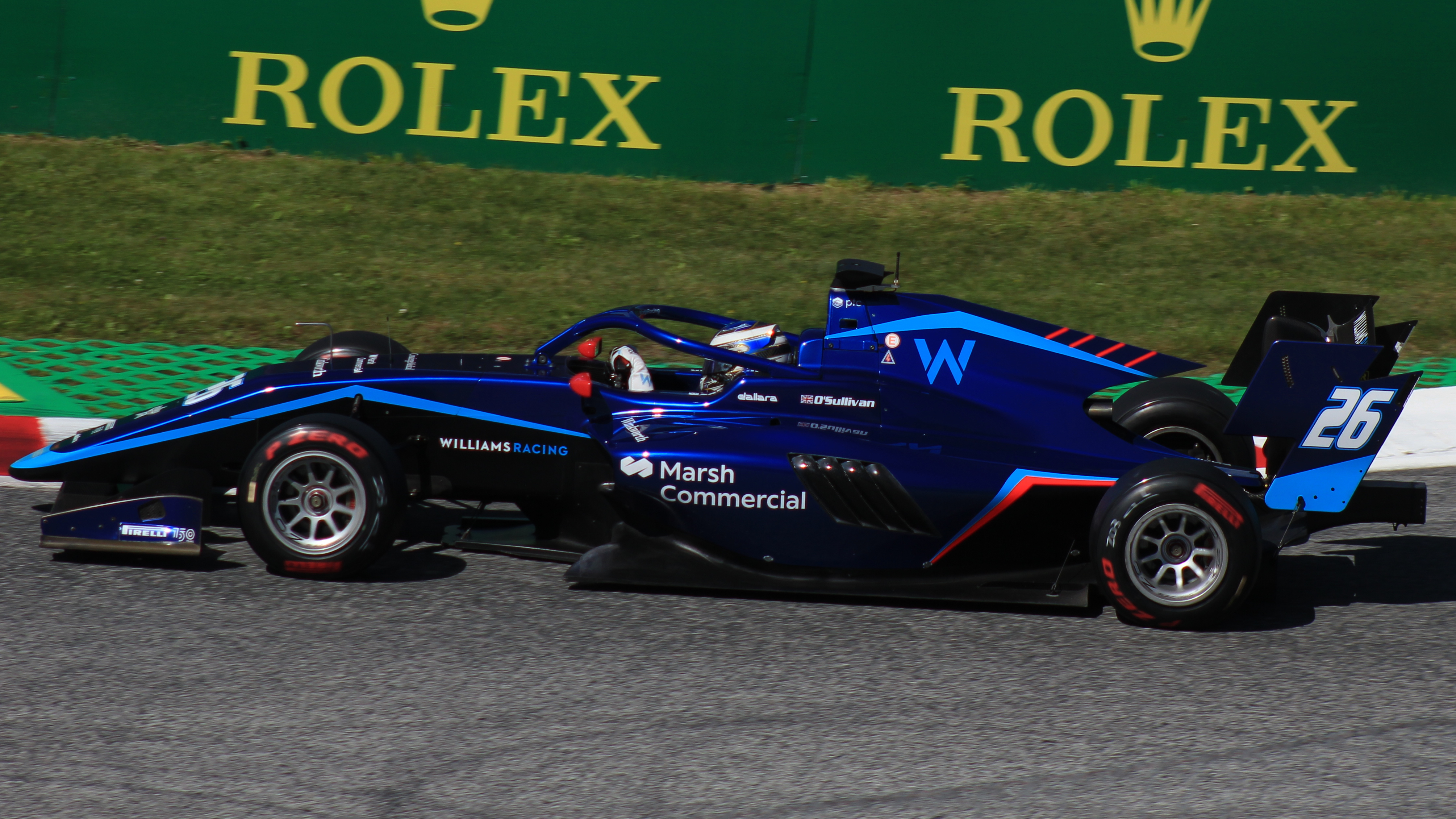
Zak O'Sullivan en Formule 3 FIA à Spielberg en 2022.

Pour la saison 2022, O'Sullivan est promu en Formule 3 FIA avec Carlin. En février 2022, il intègre la Williams Driver Academy. Il se qualifie en douzième position à Bahreïn mais grande à la grille inversée, il s'élance en pole position de la course sprint qu'il termine à la sixième position. A Imola, il se qualifie huitième mais est pénalisé de trois places pour avoir géré Reece Ushijima. Il se crash dans le neuvième tour de la course sprint puis termine sixième de la course principale. Après une manche vierge à Barcelone, il rebondit à Silverstone en décrochant une pole position inattendue, il perd cependant la tête de la course face à Arthur Leclerc mais parvient à résister à Oliver Bearman pour terminer deuxième.
Sur le Hungaroring, il réalise une autre surprise en optant pour des pneus slicks alors que la piste commençait à s'assécher dans le dernier tiers de la course ce qui lui permet de faire une incroyable remontée jusqu'en quatrième position. A Spa-Francorchamps, il connait une nouvelle deception en dépit de sa pole position obtenue grâce à la grille inversée. Il endommage son aileron avant lors d'une bataille avec Juan Manuel Correa en début de course. A Zandvoort, il se qualifie dixième de la course principale et s'élance troisième de la course sprint qu'il termine à la troisième place, marquant ses derniers points de la saison. Lors de la course principale, il reste longtemps dixième avant de céder face à Bearman puis d'être pénalisé pour un contact avec ce dernier. Après une ultime manche vierge à Monza, il se classe onzième du championnat avec 54 points.

#### 2023

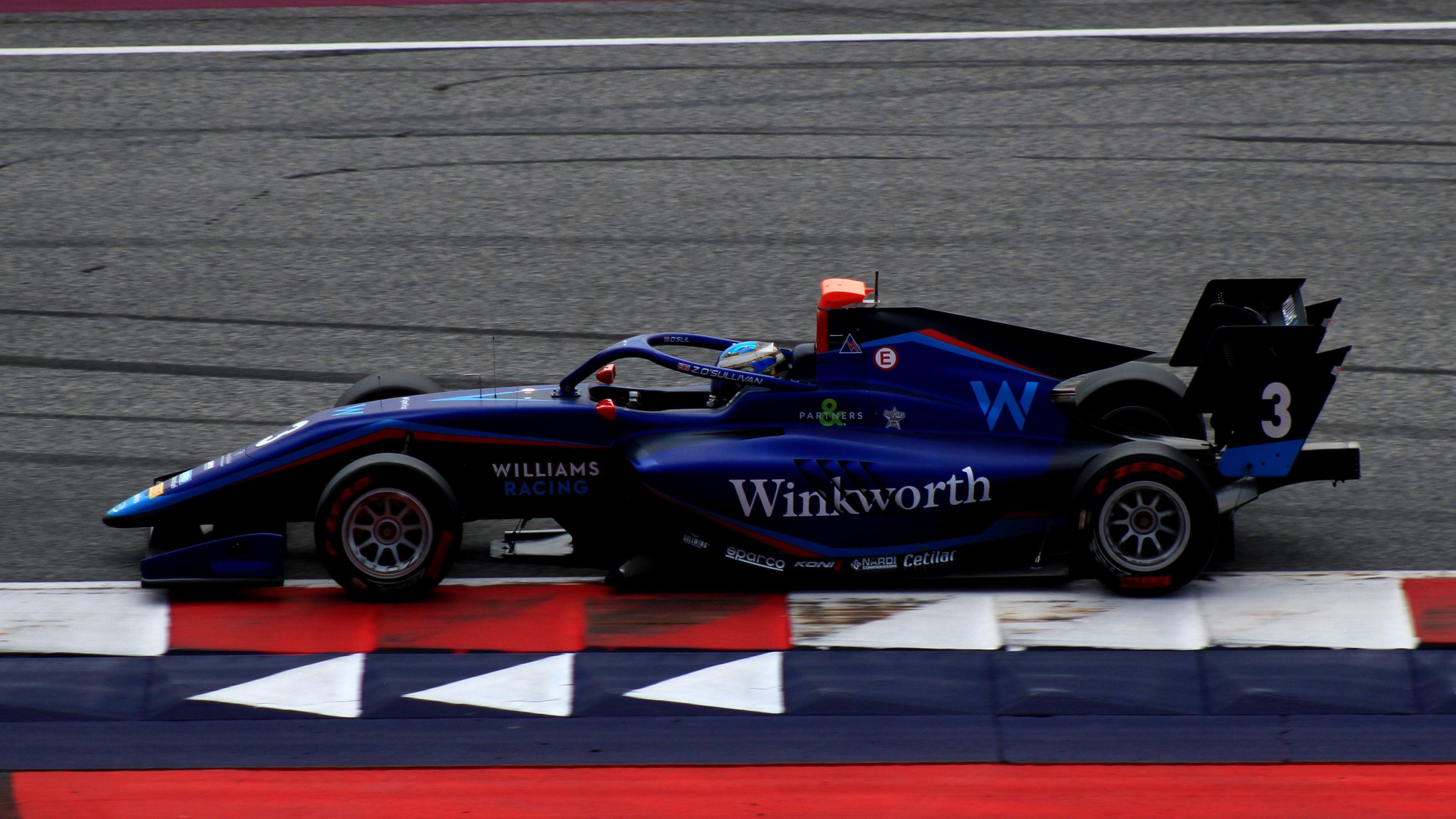
Zak O'Sullivan en Formule 3 FIA à Spielberg en 2023.

Pour la saison 2023, O'Sullivan rejoint Prema Racing aux côtés de Paul Aron et de Dino Beganovic. Il connait un début de saison difficile à Bahrein où il ne marque aucun point mais décroche son premier podium à Melbourne où il termine deuxième de la course sprint avant de récupérer la victoire à la suite d'une disqualification du vainqueur initial Franco Colapinto. Il termine ensuite cinquième de la course principale. A Monaco, il ne parvient pas à se qualifier mieux que treizième mais profite de plusieurs incidents pour terminer septième de la course prinicipale.
A Barcelone, il hérite de la pole position de la course sprint et profite de l'aide de son camarade Luke Browning pour décrocher la victoire avant de terminer hutiième de la course principale. Au Red Bull Ring, il se qualifie sixième mais est pénalisé de trois place pour avoir gêné un autre pilote. Malgré cela, il parvient à remonter quatrième. Lors de la course principale, il parvient à prendre l'avantage sur tous ses rivaux pour décrocher sa troisième victoire de la saison. Il connait à nouveau un week-end difficile à Silverstone où ne parvient pas à terminer dans les points. Au Hungaroring, il décroche sa première pole position de la saison mais sa course sprint est ruinée par un accrochage avec Nikola Tsolov ce qui l'oblige à rentrer au stands pour changer d'aileron avant. Il domine la course principale pour remporter sa quatrième victoire de la saison et s'emparer de la seconde place du championnat.
A Spa-Francorchamps, il se qualifie sixième mais joue de malchance lors des deux courses. lors de la course sprint il termine quatrième mais est ensuite pénalisé pour un dépassement en dehors des limites de la piste sur Hugh Barter ce qui le fait rétrograder au quinzième rang. lors de la course principale, il fait un mauvais choix de pneus ce qui le fait terminer à une lointaine douzième place et le fait sortir de la course au titre. Pour la dernière manche à Monza, il se qualifie sixième. Lors de la course sprint il est de nouveau pénalisé ce qui le fait terminer hors de points puis décroche une deuxième place lors de la course principale. Il termine vice-champion derrière Gabriel Bortoleto avec un total de 119 points, quatre victoires et une deuxième place.

### Formule 2
En octobre 2023, O'Sullivan annonce son arrivée en Formule 2 avec ART Grand Prix pour la saison 2024 aux côtés de Victor Martins. Bien qu'il s'agisse de sa première année, il a déclaré qu'il ne voyait « aucune raison pour laquelle [se battre pour le championnat] ne devrait pas être possible ». Pour sa première course à Bahreïn, il se qualifie sixième et termine septième de la course sprint. Lors de la course principale, il prend un bon départ ce qui lui permet de se retrouver deuxième mais il perd du terrain et termine finalement quatrième. Après un week-end difficile à Djeddah, il ménage ses efforts à Melbourne pour arracher le point de la huitième place dans une course sprint chaotique. Le lendemain, il entre en contact avec Roman Staněk dans le premier tour de la course principale avant d'abandonner à la suite d'une collision avec Joshua Dürksen.
Après un week-end sans points à Imola, O'Sullivan réalise sa meilleure performance de la saison à Monaco. Parti depuis la quinzième place, il réalise un très long parcours en pneus durs avant de rentrer au stand dans l'avant-dernier tour, au moment où une voiture de sécurité virtuelle est déployée, ce qui lui permet de conserver la tête de la course et de remporter sa première victoire devant Isack Hadjar. Au Red Bull Ring, il réalise encore un long parcours en pneus durs qui lui permet de terminer la course principale à la neuvième place. À Silverstone, il s'élance quatorzième pour la course sprint et se fraye un chemin dans le peloton pour revenir dans les points. Sa course se termine cependant par un accrochage avec Victor Martins, entraînant leur abandon. Il termine ensuite onzième de la course principale. À Spa-Francorchamps, il s'élance depuis la pole position de la course sprint et s'impose dans une course raccourcie par la pluie battante. Il termine ensuite quatrième de la course principale.
O'Sullivan est cependant contraint de quitter le championnat à l'issue de la manche de Monza en raison de problèmes financiers, ce qui oblige son écurie à le remplacer par Luke Browning pour les trois dernières manches de la saison. Il se classe seizième du championnat avec 59 points et deux victoires.

## Résultats en compétition automobile
| Saison | Championnat                 | Écurie             | Courses | Victoires | Pole positions | Meilleurs tours | Podiums | Points | Classement |
| ------ | --------------------------- | ------------------ | ------- | --------- | -------------- | --------------- | ------- | ------ | ---------- |
| 2019   | Ginetta Junior Championship | Douglas Motorsport | 10      | 0         | 1              | 1               | 5       | 591    | 2e         |
| 2019   | Ginetta Junior Championship | R Racing           | 16      | 3         | 3              | 3               | 9       | 591    | 2e         |
| 2020   | Formule 4 Britannique       | Carlin Motorsport  | 26      | 9         | 3              | 4               | 18      | 408,5  | 2e         |
| 2021   | Formule 3 Britannique       | Carlin Motorsport  | 24      | 7         | 5              | 8               | 14      | 535    | Champion   |
| 2022   | Formule 3 FIA               | Carlin Racing      | 18      | 0         | 1              | 1               | 2       | 54     | 11e        |
| 2023   | Formule 3 FIA               | Prema Racing       | 18      | 4         | 1              | 3               | 5       | 119    | 2e         |
| 2024   | Formule 2                   | ART Grand Prix     | 22      | 2         | 0              | 1               | 2       | 59     | 16e        |
| 2025   | Super Formula               | Kondō Racing       | 8       | 0         | 0              | 0               | 0       | 7      | 15e        |